# Thalictrum integrilobum
Thalictrum integrilobum är en ranunkelväxtart som beskrevs av Carl Maximowicz. Thalictrum integrilobum ingår i släktet rutor, och familjen ranunkelväxter. Inga underarter finns listade i Catalogue of Life.